# Vinod Khanna
Vinod Khanna (Peshawar, 6 de octubre de 1946 - Bombay, 27 de abril de 2017) fue un actor, productor de cine y político indio, conocido por su trabajo en el cine en idioma hindi. Recibió dos premios Filmfare y fue diputado de la circunscripción de Gurdaspur entre 1998-2009 y 2014-2017. En julio de 2002 se convirtió en el ministro de Cultura y Turismo del gabinete de Atal Bihari Vajpayee. Seis meses más tarde empezó a oficiar como Ministro de Estado de Asuntos Exteriores. Considerado como uno de los más destacados actores del cine indio, Khanna fue una de las estrellas mejor pagadas de su época, junto con Rajesh Khanna y Amitabh Bachchan.

## Biografía

### Primeros años
Khanna nació en el seno de una familia hindú punyabí, hijo de Kamla y Krishanchand Khanna el 6 de octubre de 1946, en Peshawar. Poco después de su nacimiento, se trasladó con su familia a la ciudad de Bombay, donde asistió a la escuela St. Mary's. En 1957 se mudó a Delhi y allí ingresó en la escuela pública de Mathura Road. Aunque obtuvo un título profesional en comercio en el Sydenham College de Bombay, en la década de 1960 decidió convertirse en actor luego de jugar críquet a un nivel semiprofesional.

### Carrera
Tras su debut cinematográfico en 1968, Khanna actuó por primera vez en papeles secundarios y antagónicos; como un joven con problemas de conducta en la película Mere Apne, como el principal villano del exitoso drama policiaco Mera Gaon Mera Desh y como el oficial militar convertido en fugitivo en la aclamada película Achanak, basada en los acontecimientos reales del caso K. M. Nanavati contra el Estado de Maharashtra. Khanna interpretó papeles principales en muchas películas y se le recuerda especialmente por sus actuaciones en Kuchhe Dhaage, Gaddaar, Imtihaan, Muqaddar Ka Sikandar, Inkaar, Amar Akbar Anthony, Rajput, The Burning Train, Qurbani, Kudrat, Parvarish, Khoon Pasina, Dayavan, Chandni y Jurm.
En 1982 y en la cima de su carrera cinematográfica, Khanna dejó temporalmente la industria para seguir a su gurú espiritual Osho Rajneesh. Después de un paréntesis de cinco años, volvió a la industria del cine hindi con dos películas de éxito: Insaaf y Satyamev Jayate. Luego de desarrollar su carrera política entre 1998 y mediados de la década de 2010, su última aparición en vida en el cine indio ocurrió en la película de 2016 Downtown, aunque en 2020 registró una aparición póstuma en el filme de Sekhar Suri Guns of Banaras.

### Enfermedad y fallecimiento
Khanna fue internado en el Hospital y Centro de Investigación de la Fundación Sir H.N. Reliance en Gurgaon, Bombay, el 2 de abril de 2017 unas semanas después de sufrir una grave deshidratación. Murió a las 11:20 de la mañana del 27 de abril, y se reveló que había estado luchando contra un cáncer de vejiga en estado avanzado. Aunque la noticia del deterioro de su forma física comenzó a difundirse a principios de 2017, su familia se negó a revelar cualquier información relacionada con su estado de salud. Fue incinerado en el Crematorio Worli el mismo día.
Fue galardonado póstumamente con el más alto premio cinematográfico otorgado por el Gobierno de la India, el Dadasaheb Phalke en 2018 durante la gala de la edición número 65 de los reconocidos Premios Nacionales de Cine.